# Le Faux Coupable
Pour les articles homonymes, voir Faux Coupable.
Pour plus de détails, voir Fiche technique et Distribution.
Le Faux Coupable (The Wrong Man) est un film dramatique américain réalisé par Alfred Hitchcock, sorti en 1956 et relatant un fait-divers réel.
Hitchcock eut l'idée de ce film en lisant l'article « A Case of Identity » (Une affaire d'identité) signé Herbert Brean et paru dans Life magazine le 29 juin 1953 relatant le drame vécu par la famille Balestrero.
Hitchcock exploite ici le thème de « l'homme accusé d'un crime commis par un autre », très présent dans son œuvre, mais, pour son dernier film tourné avec la Warner, ce fut un échec sur le plan commercial.

## Synopsis

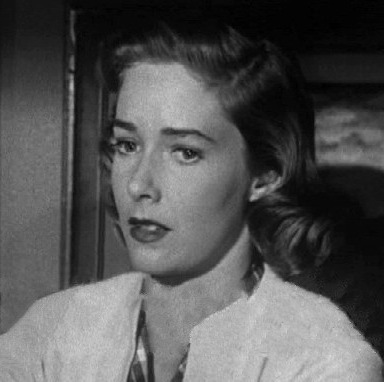
Vera Miles jouant Rose, l'épouse de Manny.

Christopher Balestrero (Henry Fonda), surnommé « Manny », joue de la contrebasse dans une formation de jazz-latino qui se produit au Stork Club à New York. Travaillant de nuit, il semble heureux avec Rose (Vera Miles), son épouse, et leurs deux fils, âgés de 8 et 5 ans. Cependant, il se débat entre ses factures à payer, quelques dettes à rembourser (moins de 50 dollars) : le couple n'a pas d'argent de côté et doit continuellement emprunter. 
Alors qu'il se rend au siège de sa compagnie d'assurances afin de demander un prêt de 300 dollars pour offrir des soins dentaires à Rose, la guichetière le reconnaît formellement comme étant l'homme qui y a commis un hold-up il y a peu. Arrêté, Manny est alors traîné par la police dans plusieurs autres commerces qu'il aurait également braqué et, à chaque fois, est reconnu par les propriétaires. Manny croit à un malentendu sans conséquences, mais il finit par être confondu car son écriture s'avère être la même que celle de la personne recherchée. Il est donc emprisonné pour agression et vol à main armée. Il est cependant libéré sous caution, contre 7 500 dollars payés par son beau-frère, puis, avec l'aide d'un avocat, Frank D. O'Connor (en), il tente de reconstituer son emploi du temps, d'établir des alibis afin de se disculper au cours du procès prévu. Il retourne avec sa femme dans une pension située à la campagne, tenue par les Ferrero, et retrouvent les noms et adresses de deux pensionnaires susceptibles de témoigner qu'ils étaient bien avec eux le 9 juillet, à la campagne, et non à New York. Malheureusement, les deux témoins sont morts entre-temps. De retour au cabinet de maître O'Connor, Manny se rend compte que Rose manifeste un étrange comportement : elle semble ailleurs et résignée. Un matin, Manny, rentrant du club, découvre Rose habillée, assise au bord du lit. Elle lui avoue qu'elle ne peut plus dormir depuis qu'elle sait que rien ne peut plus prouver l'innocence de son mari. Parlant d'un complot, soupçonnant même son mari de mentir, elle se met soudain à le frapper, puis se rend compte qu'elle doit consulter un médecin. Ce dernier l'ausculte et livre son diagnostic à Manny : Rose croit de toutes ses forces qu'elle est coupable de tout ce qui est arrivé, qu'elle attire le malheur. Elle souffre d'un délire de persécution et doit être placée dans un établissement de soin psychiatrique.
Le procès s'ouvre mais au cours de l'audition d'un témoin effectuée par l'avocat O'Connor qui se montre particulièrement pointilleux, l'un des jurés se lève et exprime son agacement : le procès est alors ajourné pour vice de forme, tout est à recommencer. Manny commence à perdre espoir, mais, profondément catholique, il se met à réciter une prière : durant celle-ci, un fondu enchaîné montre la silhouette puis le visage d'un individu (joué par Richard Robbins) portant chapeau qui pénètre dans un magasin, et sous la menace, demande à la vendeuse le contenu de la caisse. Alerté, le propriétaire arrive et réussit à immobiliser le voleur. La police est alertée, l'homme est arrêté et conduit au commissariat. Le détective Matthews le croise dans les couloirs et finit par comprendre la méprise : ce type est le « sosie » de Manny qui est donc innocent. Plus tard, les autres commerçants viennent formellement identifier le vrai coupable, puis, recroisent Manny, non sans malaise.
Libre et innocenté, Manny se précipite à la clinique pour annoncer à Rose la bonne nouvelle. Mais elle ne l'entend pas, elle est « ailleurs ».
L'épilogue montre les Balestrero se promenant près du littoral en Floride : Rose, après deux ans de soin, a retrouvé sa famille laquelle a décidé de quitter les lieux du drame.

## Fiche technique
- Titre : Le Faux Coupable
- Titre original : The Wrong Man
- Réalisation : Alfred Hitchcock
- Scénario : d'après The True Story of Christopher Emmanuel Balestrero de Maxwell Anderson, remanié par Angus MacPhail
- Photographie : Robert Burks
- Montage : George Tomasini
- Musique : Bernard Herrmann
- Direction artistique : Paul Sylbert
- Décors : William L. Kuehl
- Producteurs : Herbert Coleman producteur associé et Alfred Hitchcock (non crédité)
- Société de production : Warner Bros. Pictures
- Pays de production :  États-Unis
- Budget : 1 200 000 $
- Format : 1.85:1 - Noir et blanc - Son : Mono (RCA Sound Recording)
- Genre : Drame, Film noir
- Durée : 105 minutes
- Dates de sortie :
  - États-Unis : 22 décembre 1956 (première à New York), 26 janvier 1957 (sortie nationale)
  - France : 1er mai 1957
- Tout public
- Affiches : Bill Gold (États-Unis), Macario Gómez Quibus (Espagne), Jean Mascii, Jouineau Bourduge (France)

## Distribution

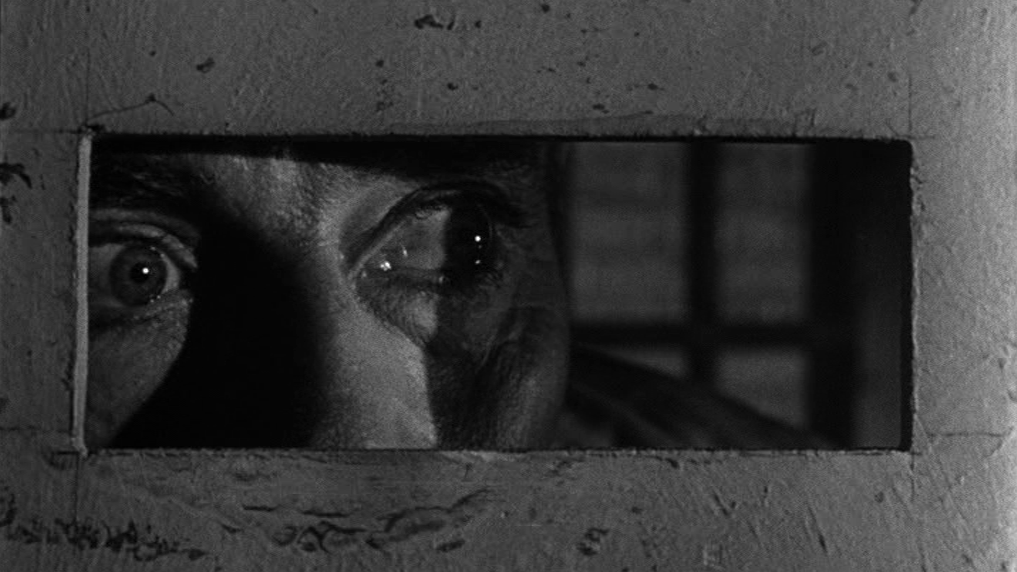
Les yeux d'Henry Fonda (vers le 1er tiers du film).

- Henry Fonda (VF : René Arrieu) : Christopher Emmanuel Manny Balestrero
- Vera Miles (VF : Nelly Benedetti) : Rose Balestrero
- Anthony Quayle (VF : Claude Bertrand) : l'avocat Frank O’Connor
- Harold J. Stone (VF : Pierre Leproux) : Detective lieutenant Bowers
- Charles Cooper (VF : Jacques Thébault) : Detective Matthews
- John Heldabrand (VF : Roger Rudel) : le procureur Tomasini
- Esther Minciotti (VF : Marie Francey) : la mère de Manny Balestrero
- Doreen Lang (VF : Lita Recio) : Ann James, témoin
- Laurinda Barrett (VF : Jacqueline Ferrière) : Constance Willis, témoin
- Norma Connolly (VF : Nadine Alari) : Betty Todd, témoin
- Nehemiah Persoff (VF : Michel Gudin) : Gene Conforti, le beau-frère de Manny
- Lola D'Annunzio : Olga Conforti, la sœur de Manny
- Werner Klemperer : Docteur Bannay, psychiatre
- Kippy Campbell (VF : Linette Lemercier) : Robert Balestrero (fils)
- Robert Essen : Gregory Balestrero (fils)
- Richard Robbins (VF : William Sabatier) : Daniel, le vrai coupable
- Dayton Lummis (VF : Gérard Férat) : le juge Groat
- Peggy Webber : Miss Dennerly, la guichetière du bureau des assurances

Actrices non créditées
- Claudia Bryar : une cliente du bureau des assurances
- Penny Santon : la voisine espagnole

## Manny Balestrero
Le film Le Faux Coupable est inspiré d'une histoire réelle vécue par le musicien Manny Balestrero (1909-1998) en janvier-février 1953, qui travaillait à l'époque au Stork Club. Comme raconté dans le film, lui, sa femme Rose (1910-1982) et les deux enfants sont partis se reconstruire en Floride. Rose y est décédée à l'âge de 72 ans, en conservant des séquelles de sa dépression. Manny a fini ses jours en Caroline du Nord.

### Le Stork Club
Durant, entre autres, le générique d'ouverture du film, on voit des ballons retenus au plafond du club. Cela fait référence aux « Balloon Night » du dimanche soir. Le Stork Club était un lieu huppé de New York qui ouvrit ses portes en 1929 et fut fermé en 1965. Des personnalités issues du monde du spectacle et de la politique fréquentaient cet établissement : c'est là notamment que Grace Kelly dévoila son projet de mariage avec le prince Rainier de Monaco.

## À propos du film

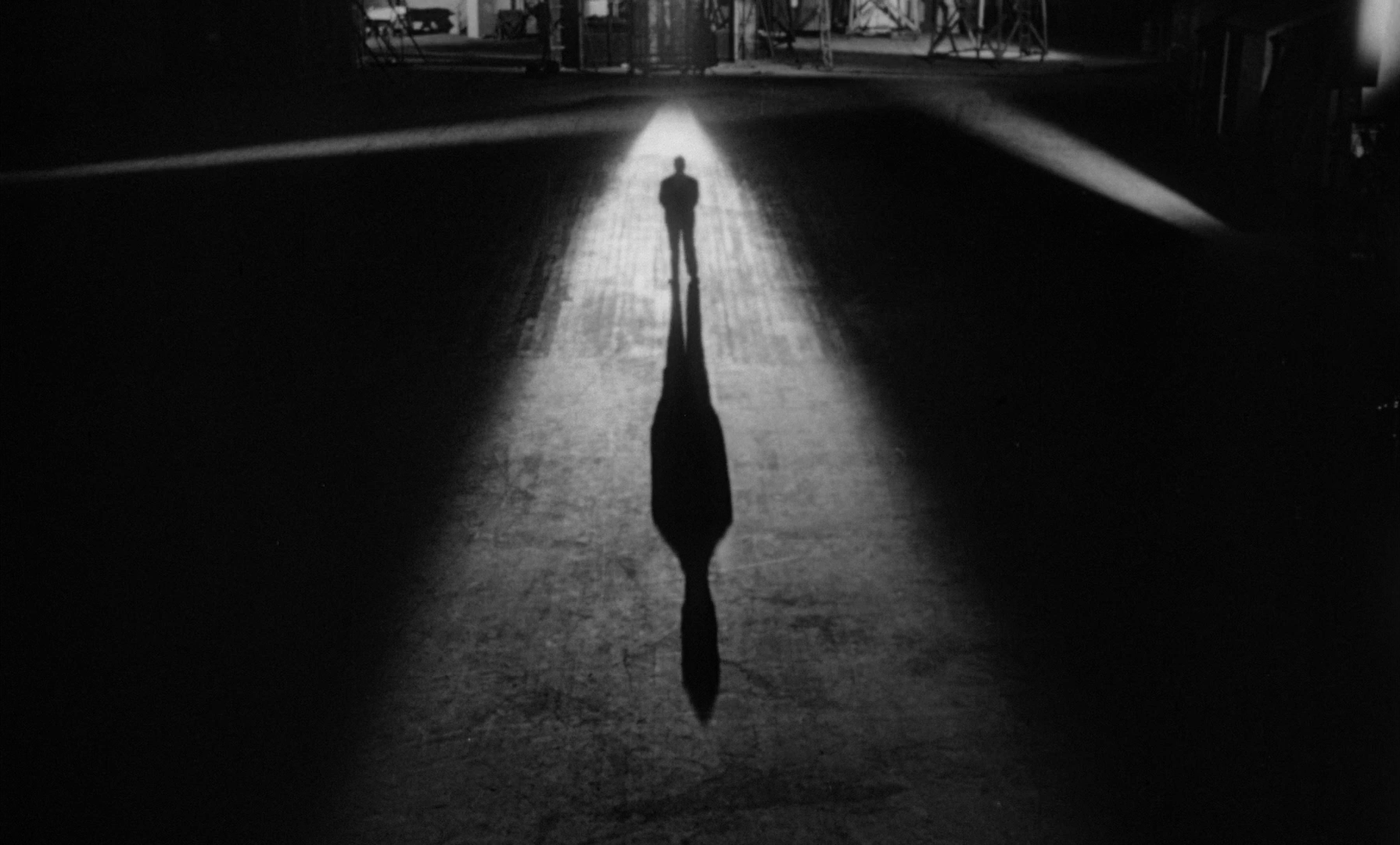
Hitchcock narrateur dans la scène d'ouverture.

- Le réalisateur a tenu à tourner le film sur les lieux mêmes du drame, dont Jackson Heights (Queens), et le Stork Club.
- Dans ce film, Alfred Hitchcock ne fait pas son caméo habituel, bien qu'ayant tourné une scène où il apparaissait brièvement dans un restaurant. Il « apparaît », à contre jour, comme narrateur au tout début du film : c'est le seul de ses films où l'on peut entendre sa voix.
- Le film repose en partie sur l'hypothèse d'un sosie, d'un double : thème central de l'épisode The Case of Mr. Pelham (Alfred Hitchcock présente, épisode 10, 1955, TV), il est également au cœur de Sueurs froides (1958).
- Boudé à sa sortie par la critique et le public américains[4], ce film fut au contraire très apprécié en Europe : il eut par exemple un impact décisif sur la carrière de Jean-Luc Godard en tant que critique aux Cahiers du cinéma[5] qui y vit « la plus incroyable des aventures parce que justement nourrie par une approche documentaire des plus parfaites ». Pascal Bonitzer parle de ce film comme de l'exemple extrême de l'hyperréalisme d'Hitchcock, qui, associé à Robert Burks, a souhaité consulter et associer durant le mois que dura la partie tournée dans l’État de New York, les véritables témoins du drame : non seulement des membres de la famille Balestrero, mais aussi le couple propriétaire du magasin d'alcools (c'est le vrai magasin), des policiers (scènes tournées dans les locaux même du NYPD), et les propriétaires de la pension où les Balestrero avaient passé leurs vacances, même si l'ensemble des rôles sont incarnés par de véritables acteurs : toutefois, Tomasini s'appelle ainsi (du nom du monteur d'Hitchcock !) car le véritable procureur s'opposa à ce que son nom soit mentionné au générique, au contraire de l'avocat O'Connor[6].
- De ce film, Hitchcock dira « Je filme des innocents dans un monde immoral ».